# 聖伊西德羅 (莫拉桑省)
聖伊西德羅（西班牙語：San Isidro），是薩爾瓦多的城鎮，位於該國東北部，由莫拉桑省負責管轄，面積11.51平方公里，海拔高度527米，2007年人口2,804，人口密度每平方公里243.61人。
13°51′N 88°14′W / 13.850°N 88.233°W